# Joaquín Torres García
Joaquín Torres García ou Joaquín Torres-García (Montevidéu, 28 de julho de 1874 — Montevidéu, 8 de agosto de 1949) foi um pintor, desenhista, escultor, escritor e professor uruguaio, que conquistou renome internacional. Ele era o marido da pintora espanhola-uruguaia Manolita Piña.

## Vida e Obra

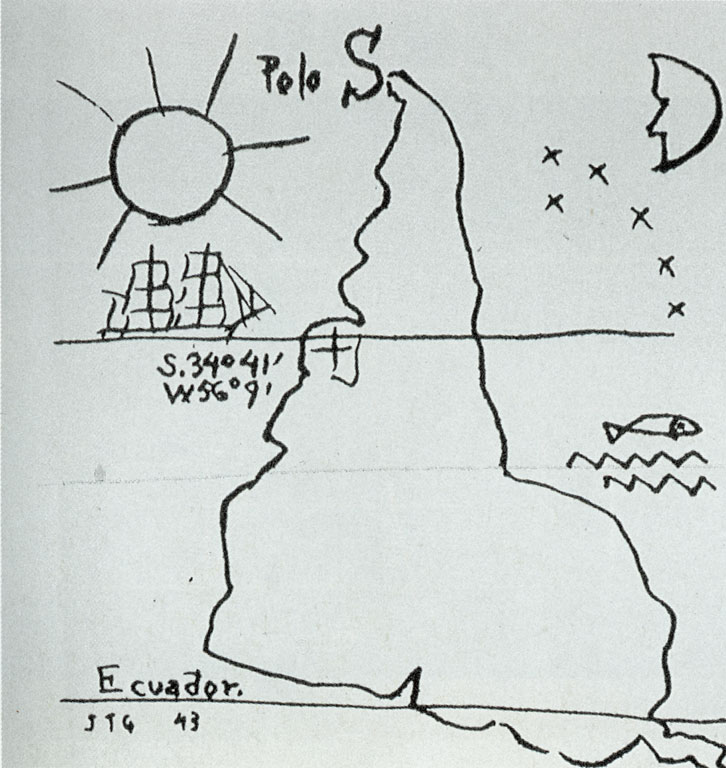
América invertida (1943)

Aos dezessete anos em 1891 viajou para a Europa e fixou-se em Mataró, na Catalunha, estudou em La Llodja, que era a escola de belas-artes local. Logo em seguida transferiu-se para Barcelona, para frequentar a Academia Baixa e Cercle Artístic de Sant Lluc, este período caracterizasse o estilo clássico, num resgate a cultura Grega na obra de Torres-García. No mesmo período trabalhou com o arquiteto catalão Antoni Gaudí  nos vitrais da Catedral de Palmas de Mallorca e na obra da Catedral Sagrada Família de Barcelona. Em 1917 publica sua famosa obra literária "Descobrimento de Si Mesmo". 
No início dos anos 20, viveu em Nova York fabricando brinquedos de madeira como forma de sustento familiar, tal experiência influenciou -em sua obra pictórica na sintetização das formas. De 1926 a 1932 vive em Paris, convivendo com os pais do Neoplasticismo: Theo van Doesburg e Piet Mondrian. No entanto o estilo proposto por Torres-García fugia da rigidez abstrata formalista, e buscou fontes mais primárias como a Arte Africana, Arte pré-colombiana, Aborígene, entre outras.  
Nos anos 30, retorna a Montevidéu, sua terra natal e abastecido de diversas informações funda um estilo próprio de Arte, conhecido como: "Universalismo Construtivo". Este movimento foi muito conhecido em seu país e em alguns países vizinhos. Entre os alunos e seguidores de Torres-García estão:  Gonzalo Fonseca, José Gurvich, Héctor Ragni, Augusto Torres, Horácio Torres, Rosa Acle e Francisco Matto.
Joaquín Torres-García, foi o artista sul-americano com maior contato europeu de vanguarda no séc.XX, conhecendo personalidades como: Joan Miró,  Theo van Doesburg, Georges Vantongerloo, Jean Arp, Wassily Kandinsky, Fernand Léger, Antoni Gaudí, Le Corbusier, Piet Mondrian, Michel Seuphor  e nos Estados Unidos Joseph Stella. 

## Obras em Museus
O Museu Torres García foi fundado em 1949, logo após a sua morte, para reunir e preservar a sua obra.
Em 1978, durante incêndio no Museu de Arte Moderna do Rio de Janeiro, 80 pinturas da fase construtivista do pintor uruguaio Joaquim Torres Garcia foram destruídas.